# Francesco Gianni

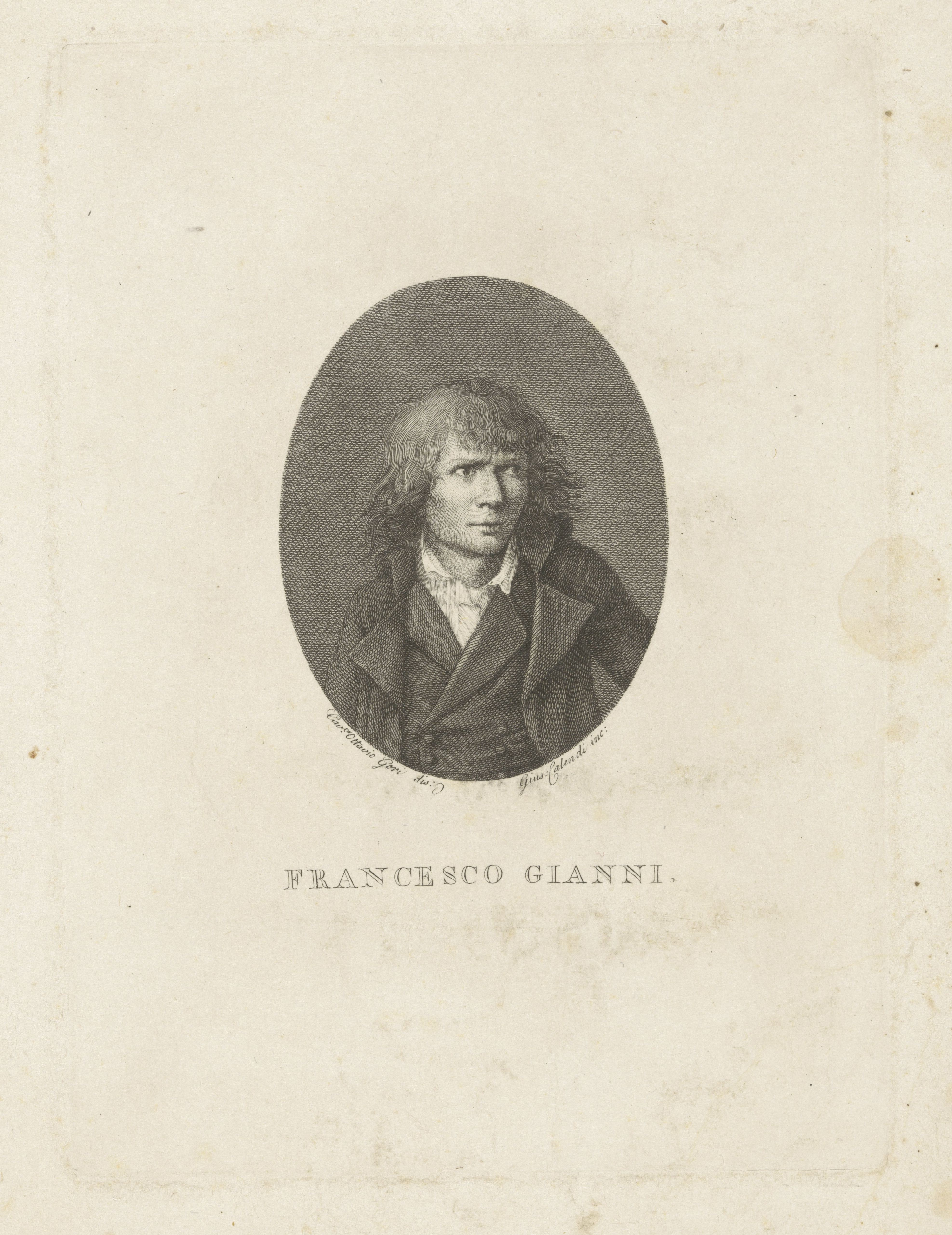
Francesco Gianni

Francesco Gianni (* 1750 in Rom; † 17. November 1822 in  Paris) war ein italienischer Improvisator.
Gianni war ursprünglich ein Schneider, verriet aber frühzeitig ein bedeutendes Talent zum Versemachen und trat, nachdem er dasselbe hinlänglich ausgebildet hatte, zuerst in Genua und Mailand öffentlich als Improvisator auf.
Bald verbreitete sich sein Ruf über die ganze Halbinsel, und Napoleon I., dessen Siege in Italien Gianni enthusiastisch feierte, ernannte ihn zum Mitglied des Gesetzgebenden Rats der Cisalpinischen Republik sowie später zu seinem Hofimprovisator mit einem Gehalt von 6.000 Franc.
Gianni lebte seitdem in Paris, wo er durch seine Improvisationen ebenfalls großes Aufsehen erregte und am 17. November 1822 starb. Sammlungen seiner Poesie erschienen zu Mailand (1807, 5 Bde.) und Florenz (1827, 3 Bde.).
Dieser Artikel basiert auf einem gemeinfreien Text aus Meyers Konversations-Lexikon, 4. Auflage von 1888 bis 1890.
| Personendaten    | Personendaten              |
| ---------------- | -------------------------- |
| NAME             | Gianni, Francesco          |
| KURZBESCHREIBUNG | italienischer Improvisator |
| GEBURTSDATUM     | 1750                       |
| GEBURTSORT       | Rom                        |
| STERBEDATUM      | 17. November 1822          |
| STERBEORT        | Paris                      |